# Charles J. Precourt
Charles Joseph Precourt, född 29 juni 1955 i Waltham, Massachusetts, är en amerikansk astronaut uttagen i astronautgrupp 13 den 17 januari 1990.

## Rymdfärder
- STS-55
- STS-71
- STS-84
- STS-91